# Potamonautes schubotzi
Potamonautes schubotzi is een krabbensoort uit de familie van de Potamonautidae. De wetenschappelijke naam van de soort is voor het eerst geldig gepubliceerd in 1914 door Balss.